# ディフェンス (サッカー)

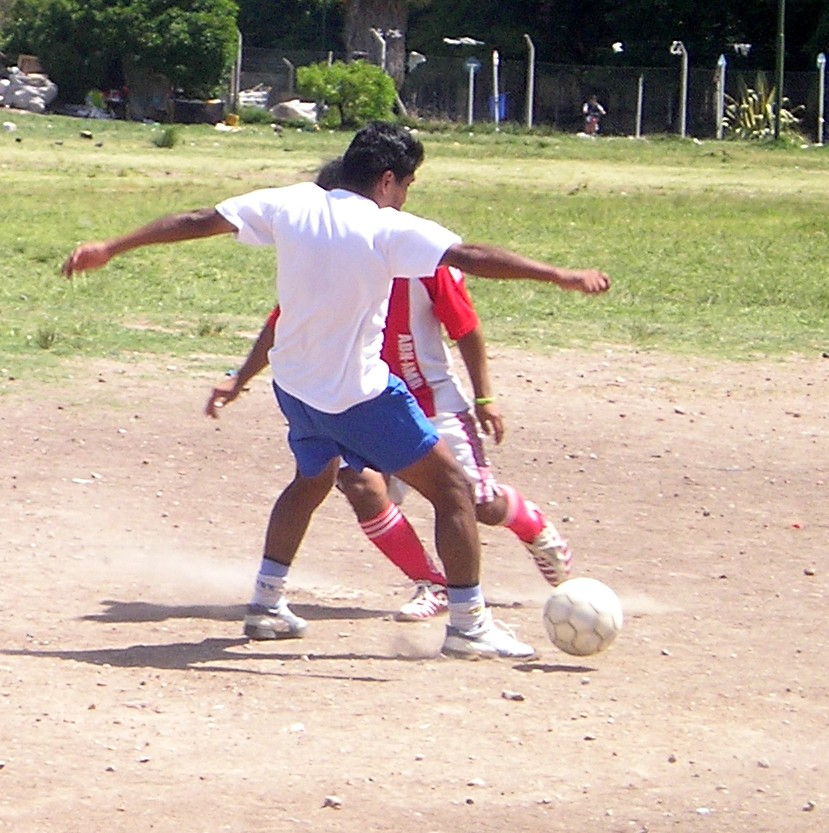
ディフェンスをする選手

サッカーにおけるディフェンス（Defense）とは敵のオフェンスから自軍のゴールを守り、敵に得点されることを防ぐ行為である。

## 概要
ディフェンスの目的は自軍のゴールを守り失点を防ぐ事と相手からボールを奪う事である。状況や戦術によってこれらの比重が変わり、リードしている状況や失点しないことを重視する戦術では自軍のゴールを守る事を、リードされている状況や得点を重視する戦術ではボールを奪う事を重視する。自軍のゴールを守る事を重視するディフェンスを消極的、ボールを奪う事を重視するディフェンスを積極的と見做すこともある。ディフェンスにおいてはディフェンダーとゴールキーパーの選手が重要な役割を担うが、サッカーではボールを奪った地点から攻撃できるため、より相手ゴールに近い位置でボールを奪い攻撃に移ることが重要視されて来ておりフォワードの選手の守備の負担も増えてきている。また、ボールを奪ったときに攻守が入れ替わり、守備から素早く攻撃に移ることをカウンターと呼ぶ。

## ディフェンスの用語

### インターセプト（パスカット）
インターセプト(Intercept)あるいはパスカット(Pass cut)とは相手が出したパスを途中で止めてボールを奪うことである。相手選手が誰にどんなパスを出すか読み、素早く反応することが重要である。

### ショルダーチャージ
ショルダーチャージ(Shoulder charge)とはボールを持った相手選手の肩に自分の肩をぶつけて、バランスを崩させる行為である。単にチャージとも呼ぶ。それによってボールを奪ったり、攻撃を妨害したりすることが出来る。直接体が接触するので、体格の良い選手が有利なプレーである。しかし、ボールを持たない選手に対して行った場合や肘より下の部分を使った場合、過度に激しく危険な場合は反則(ファウル)となる。

### スライディングタックル

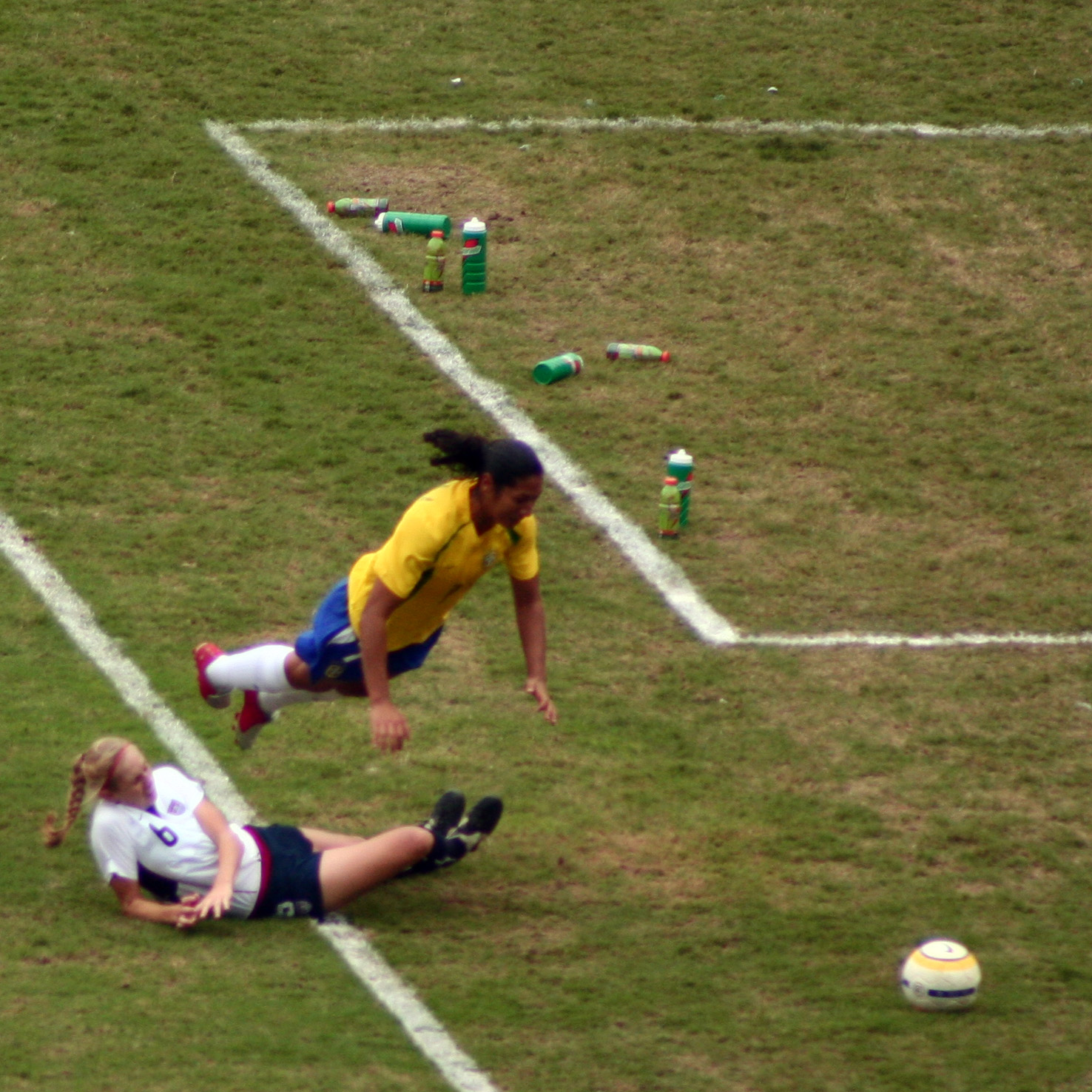
スライディングタックル

スライディングタックル(Sliding tackle)、または単にタックル (tackle) とは相手選手が保持しているボールに足先から滑り込んでボールを奪うことである。体を投げ出して滑り込むので、失敗すると立ち上がるのに時間がかかり大きなロスとなってしまう。相手選手の足を狙ってスライディングタックルした場合や後ろから行った場合は反則(ファウル)となる。スライディングタックルの結果として相手選手が転んでも、足がしっかりボールに行っていればファウルとならない。

### クリア
クリア(Clear)とは自陣ゴール前にあるボールを蹴ってゴールからボールを遠ざけ、目前に迫った失点の危険を回避する行為である。クリアが不十分でゴール前にボールが残ってしまうと相手にミドルシュートなどのセカンドチャンスを与えてしまうことになり大変危険であるので確実に遠くに蹴ることが重要である。出来る限り遠くの相手ゴール方向へ蹴り返すのが良いとされるが、それが難しい場合はタッチラインの外やゴールラインの外へ蹴り出して、相手にスローインやコーナーキックを与えてもプレーの流れを切って守備を立て直すことが優先される。

### マーク
マーク(Mark)とは守備時に相手選手に張り付き自由に攻撃させないよう行動を制限する守備行為である。マークを行っている守備の選手をマーカー(Marker)、マークすることをマーキング(Marking)と呼ぶ。

### マンマーク
マンマーク(Man mark)とは特定の相手選手に対して常に張り付き、1対1で守備を行うことである。相手チームの中で特に優れた能力を持った選手に対して行われることが多く、相手選手に自由にプレーさせないことを目的とする。

### チェッキング
チェッキング(Checking)あるいはチェック(Check)とはボールを持っている相手選手に素早くプレッシャーをかけることである。ある方向に動き出そうとする前に、一旦逆方向へ2、3歩ダッシュしてから急に方向を変えてダッシュする動きのことを示す場合もある。

### チェイシング
チェイシング(Chasing)あるいはチェイス(Chase)とは相手選手を追いかけることである。

### カバーリング
カバーリング(Covering)あるいはカバー(Cover)とは守備の空いているスペース(空間)を埋めることである。直接ボールを奪うプレーではないが、相手選手のプレーの選択肢を狭めスペース(ディフェンスのいない空間)を有効活用させないようにして攻撃を阻むことが出来る。また、相手選手のドリブル等によって味方選手が抜かれたときに助けに行くことを示す場合もある。1人の選手がチェックに行き、空いたスペースを他の選手がカバーすることをチェック＆カバーやチャレンジ＆カバーと言う。

### ディレイ
ディレイ(Delay)とはボールを持った相手選手をマークしつつもボールを奪いに行かず、後ろに下がりながら相手に時間をかけさせて前に進むのを遅らせようとすることである。カウンター等をされて守備の陣形や人数が整っていないときに、時間を稼いで不利な状況を脱することを目的として行われる。

### サンド
サンドとはボールを持った相手選手を2人以上の守備の選手で挟み込むことである。語源は挟むという意味のサンドイッチ（sandwich）である。

### ワンサイドカット
ワンサイドカット（one-side cut）とはボールを持っている選手の進行方向を一方のみを塞いで、もう一方のディフェンスの有利な方向へ意図的に誘い込む守備のことである。

### ボールウォッチャー
ボールウォッチャー（Ball Watcher）とは相手オフェンスやボールの動きに対応できず、「ボールをただ見てるだけ」の状態になってしまった選手を意味する。

## ディフェンスの戦術

### フォアチェック
フォアチェック(Fore check)とはサッカーにおける戦術の一種である。前線から積極的にプレスをかけて、できるだけ相手ゴールに近いところでボールを奪い攻撃に転じようとする守備戦術をさし、たとえば相手DFがパスをまわして展開を図ろうとする際にFWやMFの選手がチェックに行き、相手のミスやボールの奪取を狙うものである。しかし前線の選手の負担が大きくなり、結果として得点力が落ちる場合もある。リードされている際には、相手側が時間稼ぎのためにベースラインでパスをまわすことが多く、リードされている側はより積極的にフォアチェックを行う傾向がある。ほぼ同義の意味で「ハイプレス」がある。

### リトリート
リトリート(Retreat)とは退却や撤退といった意味の言葉で、サッカーにおいてはほとんどの選手が自陣に下がりゴールを堅く守る戦術のことである。下がりながら相手を引き付けて守る事でゴール前のスペースを無くしてチャンスを与えないように出来るが、下がり過ぎてしまうとミドルシュートを容易に打たれることになる。状況に応じて多くのチームが使う戦術であるが、リードしているチームが点差を維持したまま逃げきろうとするときやロングカウンターを狙うチームが多用する。